# グスタフスベリ
グスタフスベリ (Gustavsberg) は、スウェーデンの陶磁器メーカー。1825年創業。1990年代に分散し、多くの部門は他企業に買収されたが、工芸職人たちは現在でもグスタフベリの伝統に則って陶磁器の製造を続けている。グスタフベリが生み出したコレクションの中でも特に有名なのが、1994年製造の『ノーベルの磁器 Nobel Porcelain』である。

## ギャラリー
- 『青い花 Blå Blom』
- ヴィルヘルム・コーゲ『PYRO』
- リサ・ラーション『Luciatåg för Gustavsbergs porslinsfabrik』
- 『Kan du inte tala（話せないのですか？）』1880年代。デザインは1850年代のユジェニー王女による。
- スティグ・リンドベリ『バレー Balett』
- 灰皿